# Bill Johnson (attore)
Bill Johnson conosciuto anche con il nome William Johnson (Austin, 16 dicembre 1951) è un attore statunitense, noto per aver interpretato il personaggio di Leatherface nel film Non aprite quella porta  - Parte 2 del 1986, in sostituzione a Gunnar Hansen che aveva interpretato lo stesso personaggio in Non aprite quella porta del 1974.

## Filmografia parziale
- Fast Money, regia di Douglas Holloway (1980)
- Future-Kill, regia di Ronald W. Moore (1985)
- Confessions of a Serial Killer, regia di Mark Blair (1985)
- Non aprite quella porta - Parte 2 (The Texas Chainsaw Massacre 2), regia di Tobe Hooper (1986)
- The Texas Comedy Massacre, regia di Marcus van Bavel (1987)
- D.O.A. - Cadavere in arrivo (D.O.A.), regia di Annabel Jankel e Rocky Morton (1988)
- Paramedici (Paramedics), regia di Stuart Margolin (1988)
- L'ultima luna d'agosto (Full Moon in Blue Water), regia di Peter Masterson (1988)
- Talk Radio, regia di Oliver Stone (1988)
- Redboy 13, regia di Marcus van Bavel (1997)
- Crosswalk, regia di Lance Larson (1999) - cortometraggio
- Fall to Grace, regia di Mari Marchbanks (2005)
- The Fantastic Escape, regia di Mark Vittek (2005) - cortometraggio
- Butcher Boys, regia di Duane Graves e Justin Meeks (2012)